# Éric Ripert
Pour les articles homonymes, voir Ripert.
Éric Ripert, né le 2 mars 1965 à Antibes, est un chef cuisinier français, patron depuis 1994 du restaurant Le Bernardin à Manhattan (New York), reconnu par Relais & Châteaux et 3 étoiles au guide Michelin.

## Biographie
Éric Ripert vit sa jeunesse dans le sud de la France (Antibes, Saint-Jean-de-Luz, puis Andorre), et est initié à la bonne cuisine par sa mère et ses tantes. Il entre à l'école hôtelière de Perpignan à l'âge de 15 ans, avant de s'engager dans la cuisine de haut niveau en travaillant à Paris à La Tour d'Argent, puis chez Jamin avec Joël Robuchon.
En 1989, il part travailler chez le chef Jean-Louis Paladin (un des premiers chefs français à s’imposer aux États-Unis) au Watergate Hotel de Washington, D.C. puis au Bernardin en 1991, dans le Equitable Building de New York, dont il prend les commandes en 1994 en association avec Maguy Le Coze (fondatrice avec son frère Gilbert Le Coze, décédé en 1994 d'une crise cardiaque), pour la partie financière, avec un effectif de 40 personnes en cuisine et 135 au total. Le restaurant est exclusivement dédié au poisson et aux fruits de mer.
Il ouvre aussi un restaurant au Ritz Carlton à Grand Cayman, récompensé  entre autres par le Wine Spectator Best of Award of Excellence 2009-2010, puis ouvre en 2008 un nouveau restaurant au Ritz Carlton de Philadelphie.
Il anime depuis 2009 sa propre émission de télévision, Avec Eric, diffusée sur la chaîne de télévision publique américaine PBS.
Il fait une apparition dans la série HBO Treme à l'occasion d'un dîner chez Janette Desautel dans la saison 1 et a un rôle récurrent dans la saison 2 comme Chef de Janette Desautel lorsqu'elle travaille au Bernardin.

## Quelques spécialités
- Le carpaccio de thon au foie gras ;
- La lotte sauce coq au vin avec émulsion de céleri à la truffe noire.

## Distinctions
- 1995 : 4 étoiles du New York Times.
- 1997 : Meilleur restaurant des États-Unis par le magazine GQ
- 2006 : Trois étoiles au guide Michelin
- 2007 : Une des sept merveilles culinaires du monde par le magazine GQ
- Légion d'honneur[Quand ?]

## Œuvres
- 1989 : Le Bernardin Cookbook (avec Maguy Le Coze)  (ISBN 0-385-48841-6) ;
- 2002 : A Return to Cooking (avec Michael Ruhlman)  (ISBN 1-57965-187-9) ;
- 2008 : On the Line : The Stations, the Heat, the Cooks, the Costs, the Chaos, and the Triumphs (avec Christine Muhlke)  (ISBN 1-57965-369-3);
- 2010 : Avec Eric: A Culinary Journey with Eric Ripert  (ISBN 978-0470889350).